# Ulgan
En la mitologia siberiana Ulgan és el déu de la creació.